# I'll Be on My Way
I'll Be on My Way is een lied geschreven door John Lennon en Paul McCartney van de Britse popgroep The Beatles. I'll Be on My Way is het eerste Lennon-McCartney nummer dat aan een andere artiest werd gegeven voordat The Beatles het nummer zelf hadden opgenomen. Het nummer werd in 1963 uitgebracht op de B-kant van eerste single van de Liverpoolse band Billy J. Kramer with The Dakotas. Een ander Lennon-McCartney nummer, Do You Want to Know a Secret, stond op de A-kant van deze single, die de tweede plaats in de Engelse hitlijsten haalde. Een live-uitvoering van The Beatles van het nummer is te vinden op het verzamelalbum Live at the BBC.

## Achtergrond
De tekst en muziek van I'll Be on My Way zijn geïnspireerd door het werk van Buddy Holly van wie Lennon en McCartney grote bewonderaars waren. Het nummer is een van de eerste nummers die Lennon en McCartney samen schreven, hoewel het nummer voornamelijk het werk is van McCartney. De liedtekst van het nummer is - mogelijk door de onervarenheid van de schrijvers - enigszins naïef en onbeholpen ("June light" wordt gerijmd met "moonlight" en er is sprake van een plek "where the winds don't blow and golden rivers flow").

## Billy J. Kramer with The Dakotas
De manager van The Beatles, Brian Epstein, was ook de manager van diverse andere artiesten. Voor Billy J. Kramer en de Dakotas was hij op zoek naar twee nummers voor hun eerste single. Hij vroeg Lennon en McCartney of ze materiaal voor de band hadden en zo kwam het dat Billy J. Kramer en de Dakotas voor hun eerste single twee Lennon-McCartney nummers opnamen: Do You Want to Know a Secret en I'll Be on My Way. Do You Want to Know a Secret werd echter door The Beatles zelf opgenomen voordat Billy J. Kramer dit deed, maar bij I'll Be on My Way gebeurde dat niet. Hiermee werd het nummer het eerste Lennon-McCartney nummer dat door een andere artiest werd opgenomen voordat The Beatles het nummer zelf opnamen. De single van Billy J. Kramer en de Dakotas haalde de tweede plaats in de Engelse hitlijsten en slaagde er niet in om de Beatles-single From Me to You van de eerste plaats te verdrijven.

## Live at the BBC
The Beatles speelden het nummer live op 4 april 1963 voor het BBC-radioprogramma Side By Side. Deze live-uitvoering werd in 1994 uitgebracht op het verzamelalbum Live at the BBC.